# Filipe Ramos
Filipe Manuel Esteves Ramos, appelé Filipe durant sa carrière de joueur, est un footballeur portugais devenu entraîneur né le 21 avril 1970 à Luanda.
Il évoluait au poste de milieu de terrain.

## Biogrephie
Filipe joue principalement en faveur du Sporting Portugal.
Avec ce club, il remporte la Coupe du Portugal en 1995.
Il reçoit 4 sélections en équipe du Portugal lors de l'année 1992.

## Carrière
- Ericeirense  Portugal (formation)
- 1987-1989 : SCU Torreense  Portugal (formation)
- 1989-1996 : Sporting Portugal  Portugal
- 1996-1997 : CS Marítimo  Portugal
- 1997-1998 : Vitoria Guimarães  Portugal
- 1998-1999 : Deportivo Chaves  Portugal
- 1999-2000 : Naval 1º de Maio  Portugal
- 2000-2001 : Atlético Lisboa  Portugal
- 2001-2005 : CD Mafra  Portugal[1],[2]

## Palmarès
- 4 sélections et 0 but en équipe du Portugal lors de l'année 1992
- Vainqueur de la Coupe du Portugal en 1995 avec le Sporting Portugal
- Vainqueur de la Supercoupe du Portugal en 1995 avec le Sporting Portugal
- Vice-Champion du Portugal en 1995 avec le Sporting Portugal